# Catasetum teixeiranum
Catasetum teixeiranum är en orkidéart som beskrevs av Marcos Antonio Campacci och J.B.F.Silva. Catasetum teixeiranum ingår i släktet Catasetum och familjen orkidéer. Inga underarter finns listade i Catalogue of Life.